# Onotoa claudelevii
Onotoa claudelevii is een sponssoort in de taxonomische indeling van de gewone sponzen (Demospongiae). Het lichaam van de spons bestaat uit kiezelnaalden en sponginevezels, en is in staat om veel water op te nemen. 
De spons behoort tot het geslacht Onotoa en behoort tot de familie Placospongiidae. De wetenschappelijke naam van de soort werd voor het eerst geldig gepubliceerd in 2000 door Rützler & Hooper.